# 마지막 찻잔
마지막 찻잔은 1979년 공개된 대한민국의 영화이다.

## 배역
- 이영하
- 정영숙
- 이경태
- 윤일봉
- 허진